# Тоомпеа (пагорб)
59°26′13″ пн. ш. 24°44′24″ сх. д. / 59.436944444444° пн. ш. 24.74° сх. д.
Тоомпеа (ест. Toompea від нім. Domberg, «соборний пагорб») — це вапняковий пагорб у центральній частині міста Таллінн, Естонія. Пагорб має витягнуту форму з пласкою верхівкою, розміри якої бл. 400х250 метрів, і загальну площу бл. 7 га. Він на 20-30 метрів вищий за оточуючу територію.
У фольклорі пагорб відомий як насип над похованням велетня Калева, зведеним на його пам'ять невтішною дружиною.
Історія Тоомпеа тісно пов'язана з історією правителів та влади в Естонії. Сьогодні він є місцем розташування уряду Естонії та Рійгікогу (парламенту), обидва з яких часто називають також Тоомпеа. Рійгікогу розміщується у замку Тоомпеа, розташованому у південно-західній частині пагорба. Найвищою частиною замку є башта «Довгий Герман», державний прапор на вершині якої є одним із найвідоміших символів діючої державної влади.
Пагорб Тоомпеа є частиною Старого міста Таллінна, включеного до Світової спадщини ЮНЕСКО.

## Геологія та топографія

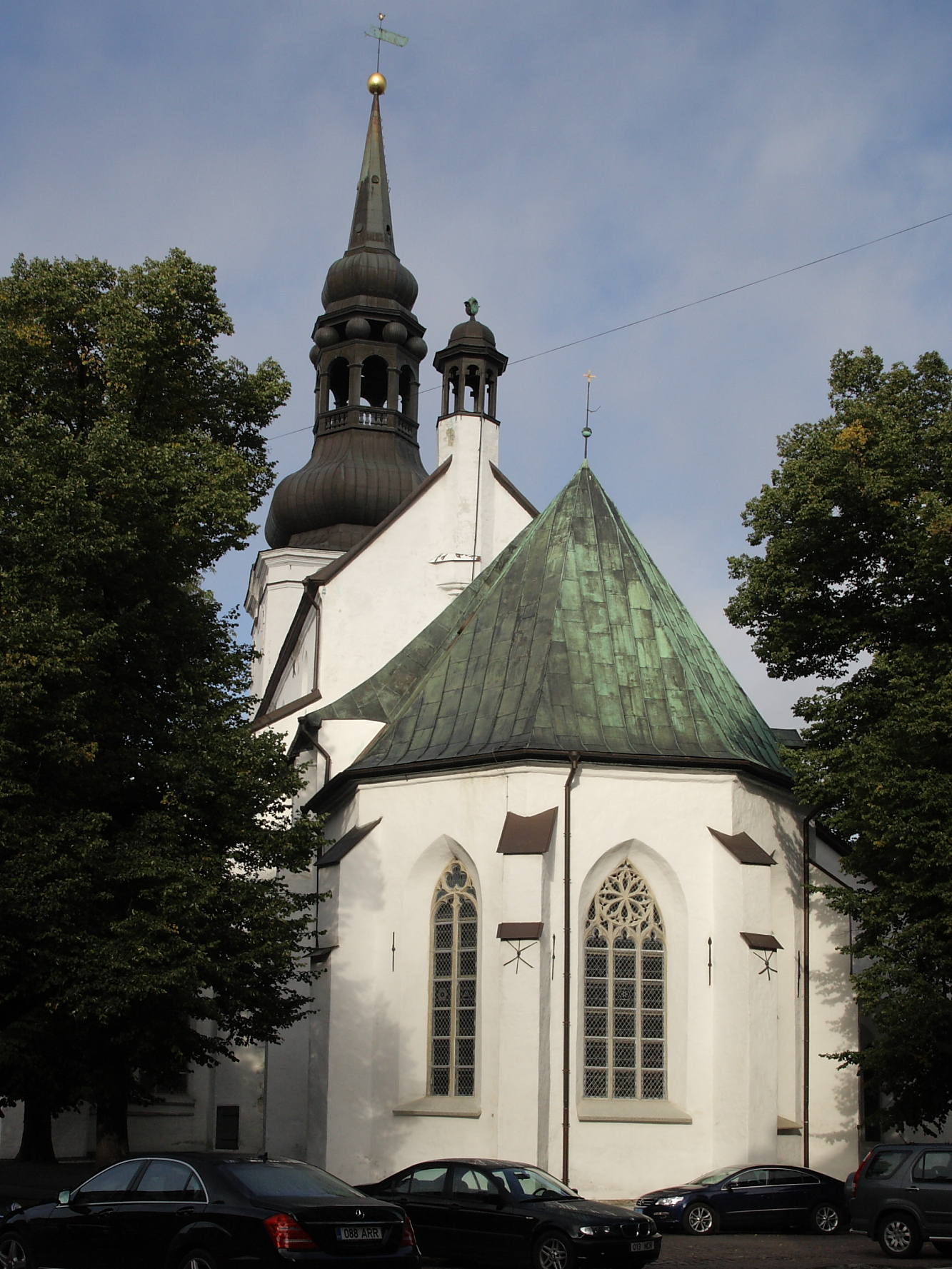
Тоомпеа отримав свою назву від домського собору Діви Марії

Геологічно Тоомпеа пов'язано Північно-естонським глінтом (який сам є частиною Балтійсько-Ладозького уступу). Будучи окремим реліктовим глінтовим островом, Тоомпеа розташований на відстані 1,5 км на північний захід від Північно-естонського вапнякового плато, з яким пов'язаний хребтом з пісковика з пологими схилами. Зі сходу, півночі та заходу схили обривчасті, а південний більш пологий. Верхній шар пагорбу складається з вапняку Ордовицького періоду (товщиною до 5 метрів), який є основним каменем, видимим на обриві. Однак більша частина обриву схована за захисною стіною і вапняк видно лише в декількох місцях.
Тоомпеа вперше став островом у Балтійському Льодовиковому озері бл. 10 000 років тому. Через постійну гляціоізостазію він з'єднався з материком у ранньому періоді Літоринового моря — бл. 5 000 р. до н. е. море все ще торкалося підніжжя Тоомпеа. Сучасна ж берегова лінія проходить за більш ніж 1 км від пагорба, а його підніжжя розташоване на висоті 17-20 м.н.м.. Найвища точка пагорба має 48 м.н.м.

## Міфологія
В естонській міфології Тоомпеа відомий як курган над могилою велетня Калева, зведений його невтішною дружиною Ліндою, як описано в національному епосі «Калевіпоег»: 
Лінда оплакувала Калева місяць за місяцем доки не спливло три місяці, а четвертий добігав кінця. Вона насипала піраміду з каміння над його могилою, яка сформувала пагорб, де тепер стоїть собор Равеля

## Історія

### Рання історія
Вважають, що перше укріплення на пагорбі було створено населенням давньоестонського повіту Ревала в 10 або 11 ст. н. е. Укріплене поселення пізньої Залізної доби ймовірно не мало постійних мешканців, а використовувалось сезонно для захисту гавані та ринку біля неї. Точне розташування поселення невідоме, але вважають, що воно займало невелику частину Тоомпеа — або його найвищу на той час точку трохи на південний схід від сучасного собору або на північному кінці пагорбу. Ранні археологічні артефакти з пагорба датуються переважно другою половиною 12-го ст. — першою половиною 13-го ст. А менша кількість старіших знахідок підтримує теорію, що укріплення існувало вже у Епоху вікінгів.

### Середньовіччя

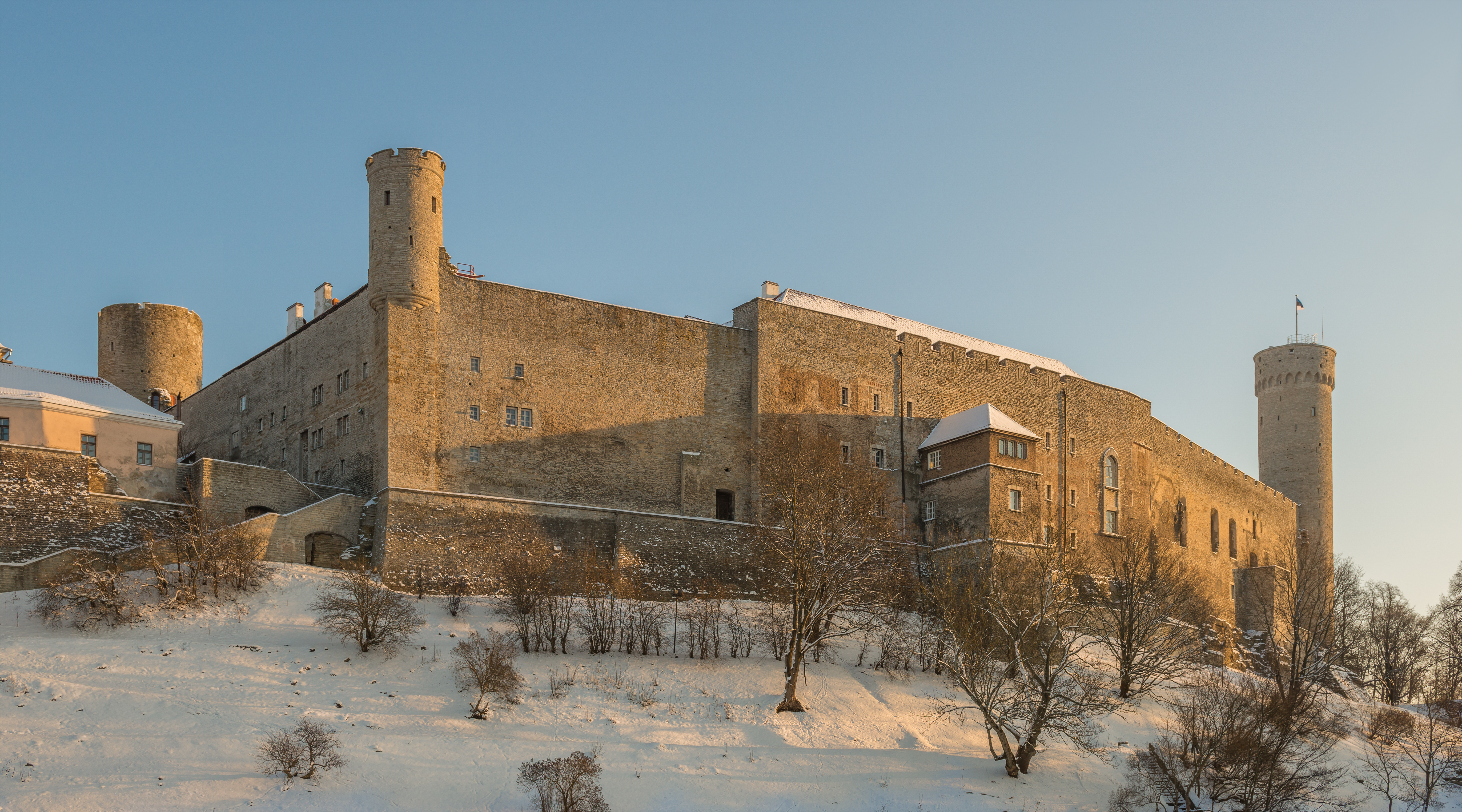
Замок Тоомпеа

Укріплений форт згадується у «Хроніці Лівонії» про Лівонський хрестовий похід під іменем Лінданісе (дан. Lyndanisse, швед. Lindanäs). Під час походу, влітку 1219 року король Данії Вальдемар II атакував місто. Його хрестоносці захопили залишений форт та того ж літа почали будівництво нового замку на його місці, який пізніше називали Castrum Danorum. Після Битви при Лінданісе, яка відбулась біля замку та завершилась перемогою данців над естонцями, на пагорбі також був побудований собор, хоча ймовірно не на тому місці, де стоїть сучасний собор Діви Марії. За легендою саме в цій битві данцям було явлено прапор Данії.
Літом 1227 року замок Тоомпеа був завойований лівонським орденом мечоносців, які одразу після завоювання стали укріплювати пагорб. Плато було поділено на три частини: Маленький замок, Великий замок та зовнішній двір (найбільш південна частина плато перед двома замками). Перший кам'яний замок ордену (Малий замок) був побудований на південно-західному кінці плато 1227–1229 рр. Початковий замок за формою був схожий на його більш пізні розширення, але дещо менший. Замок був повернутий Данії за Договором Стенсбі 1238 року та залишився у її власності (разом з рештою північної Естонії — дивись Данська Естонія) наступні 138 років.
1240 року була завершена будівля собору на місці, де він стоїть зараз, а у другій половині 13-го сторіччя Тоомпеа (Великий замок) був оточений муром по периметру пагорба, який був побудований переважно васалами, які володіли там земельними наділами.
Десь в той же період Тоомпеа почало розвиватись у центр місцевої влади, духовенства та шляхти північної Естонії. Більшість васалів обрали Тоомпеа місцем свої резиденцій, оскільки життя у сільській місцевості на завойованих землях вважалось занадто небезпечним; на кінець 13-го сторіччя Великий замок був щільно заселений.

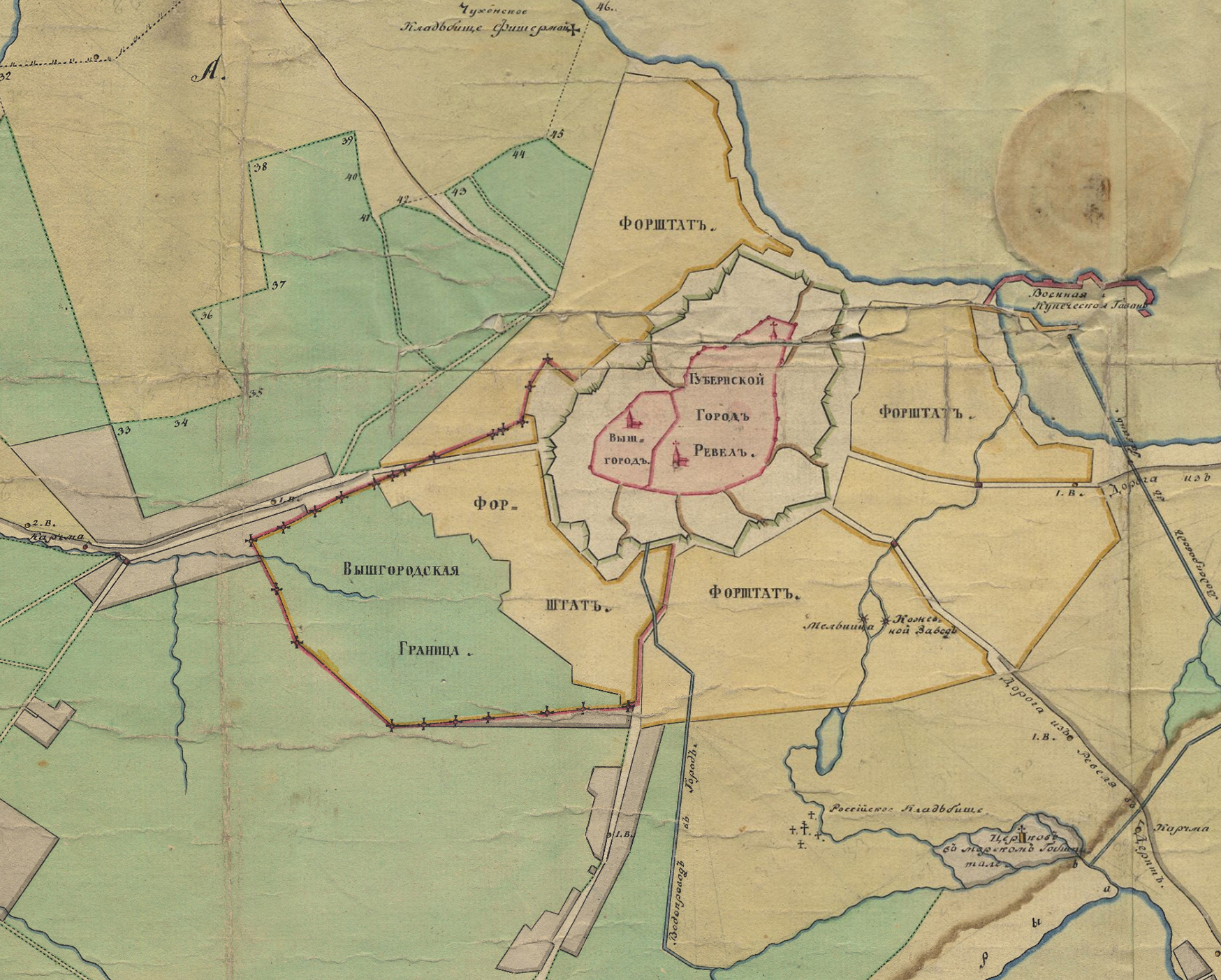
Мапа початку 19-го сторіччя, яка показує кордон між територіями Тоомпеа та Нижнього (Старого) міста

Тоді ж виник чіткий поділ між Тоомпеа та Нижнім містом (Таллінном), який мав свої власні органи управління, — не пізніше 1248 року, коли король Данії Ерік IV дарував місту Любецькі міські права. У 1265 році Нижнє місто було виключено з підпорядкування кастеляну, а 1288 року командувачі замку втратили право судити жителів Нижнього міста.
Будівництво та розширення обох замків тривало у наступні століття. У першій половині 14-го ст. південна стіна Великого замку була реконструйована, а його рів з'єднаний зі східним ровом Маленького замку. Після того, які південна та південно-східна сторони плато були оточені муром, утворився зовнішній двір двох замків. Замок в цілому тоді мав два виходи — більш важливий через південну браму зовнішнього двору, через який вів шлях до меншого пагорбу Тинісмягі (ест. Tõnismägi) поруч, та через другу браму на східній стороні — він поєднував Тоомпеа з Нижнім містом через вулиці Коротка Нога та Довга Нога.

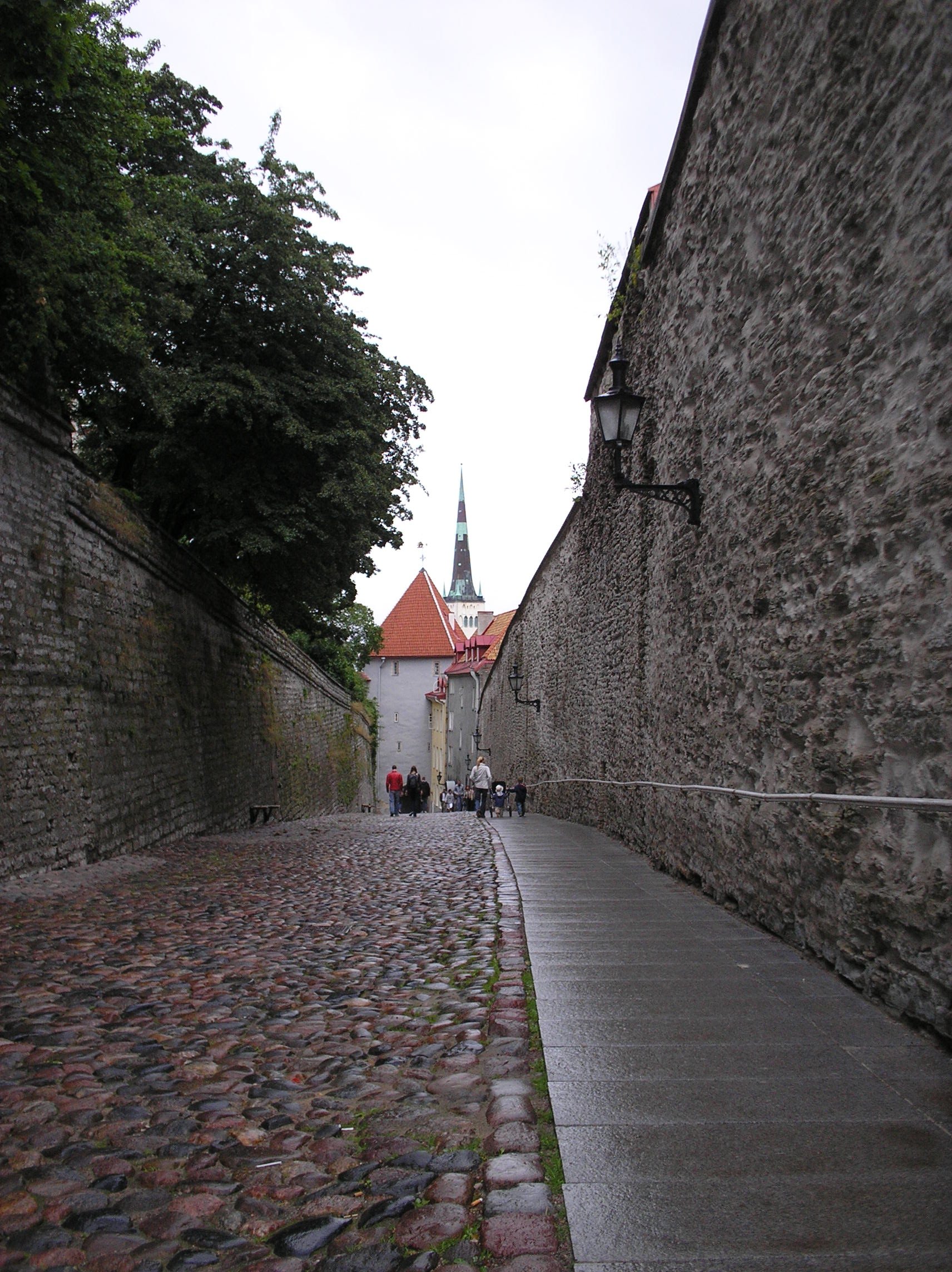
Вулиця Довга Нога, основний шлях, що поєднує Тоомпеа з Нижнім містом

Після повстання Юрієвої ночі (1343-45), Данія продала 1346 року свої володіння у північній Естонії Лівонському ордену, який правив там наступні 215 років. Таллінн (Нижнє місто) зберіг свою Любецькі міські права та лише номінально залежав від феодальної системи. Це дозволило йому розвитись у гарне ганзейське місто. А Тоомпеа, залишившись феодальним містом, політично та соціально був протилежний Нижньому місту. Межі цих двох міст були зафіксовані 1348 року, коли 220 га земель Нижнього міста були передані Тоомпеа (Ця територія на південному заході від пагорбу у наступні століття була забудована передмістями Тоомпеа (сучасні квартали Таллінна Тинісмяе, Кассісаба та Кельмікюла) і називалась «Соборні землі» аж до 20-го ст.).
Після повернення до Тоомпеа, лівонський орден почав розширювати замок та перетворив його на орденсбург (нім. Ordensburg, орденський замок), найміцніший на його північних територіях, символ військової та політичної влади ордену. Були побудовані нові вищі зовнішні мури, рви поглиблені та розширені. Перша частина башти «Довгий Герман» (ест. Pikk Hermann) висотою 35 метрів була завершена 1371 року (у 16-му ст. башта була перебудована до більшої висоти). Довгий Герман був першою баштою у Таллінні, пристосовані для захисту в ері вогнепальної зброї Мури Великого замку також були підсилені 14-ма новими баштами, включно з «Годинниковою баштою», яка містила браму — єдиний вихід з Великого замку, до кінця 14-го ст.

### Шведське та російське правління

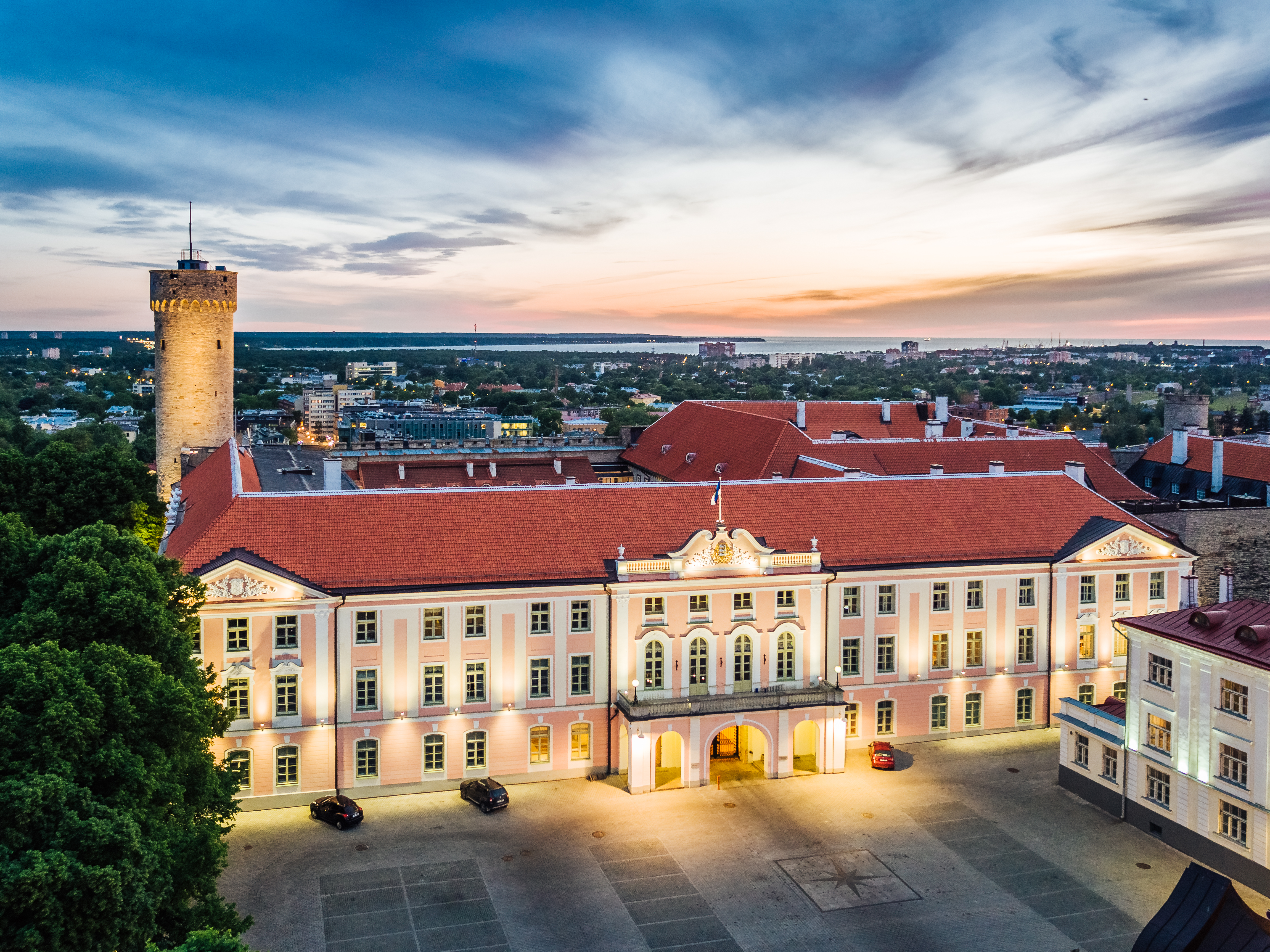
Головний фасад будівлі Рійгікогу, яка є крилом замку Тоомпеа і побудована 1767–1773 рр.

Шведська імперія підкорила північну Естонію під час Лівонської війни, 1561 року, та володіла нею до Великої Північної війни, коли Таллінн був підкорений Росією 1710 року.
Коли Таллінн капітулював перед шведським королем Еріком XIV 1561 року, він вирішив не міняти status quo у відносинах між Тоомпеа та Нижнім містом. Тоомпеа, як окреме місто (нім. Dom zu Reval, Ревальский собор) з власною адміністрацією, мав ряд окремих прав та привілеїв, останні з яких лишались аж до 1889 року. Тоомпеа та Таллінн були коротко об'єднані в одне місто у 1785–1796 рр., а з 1805 року два міста були об'єднані у один поліцейський район. Тоомпеа був остаточно об'єднаний з Таллінном (Нижнім містом) лише 1878 року, коли під час періоду Русифікації закони, що регулювали відносини між двома містами, були замінені російським адміністративним правом. Тоомпеа мав особливе приватне право до 1944 року.
1684 року Тоомпеа зазнав найбільш руйнівної пожежі у його історії (хоча місто вже горіло у 1288, 1433, 1553 та 1581 роках), яка знищила більшість будівель Великого замку, включно з собором. Маленького замку пожежа не торкнулася. Ця пожежа є однією з причин, чому архітектурно Тоомпеа відмінна та новіша за Нижнє місто.
Наприкінці 17-го ст. було розроблено декілька планів щодо посилення фортифікацій Тоомпеа та Таллінна земляними роботами та сучасними бастіонами. Але хоча плани Еріка Дальберга були схвалені 1686 року, будівництво йшло повільно через фінансові причини і на початок Північної війни були завершені лише 2 бастіони довкола Тоомпеа — Шведський та Інгерманландський, обидва з півдня.

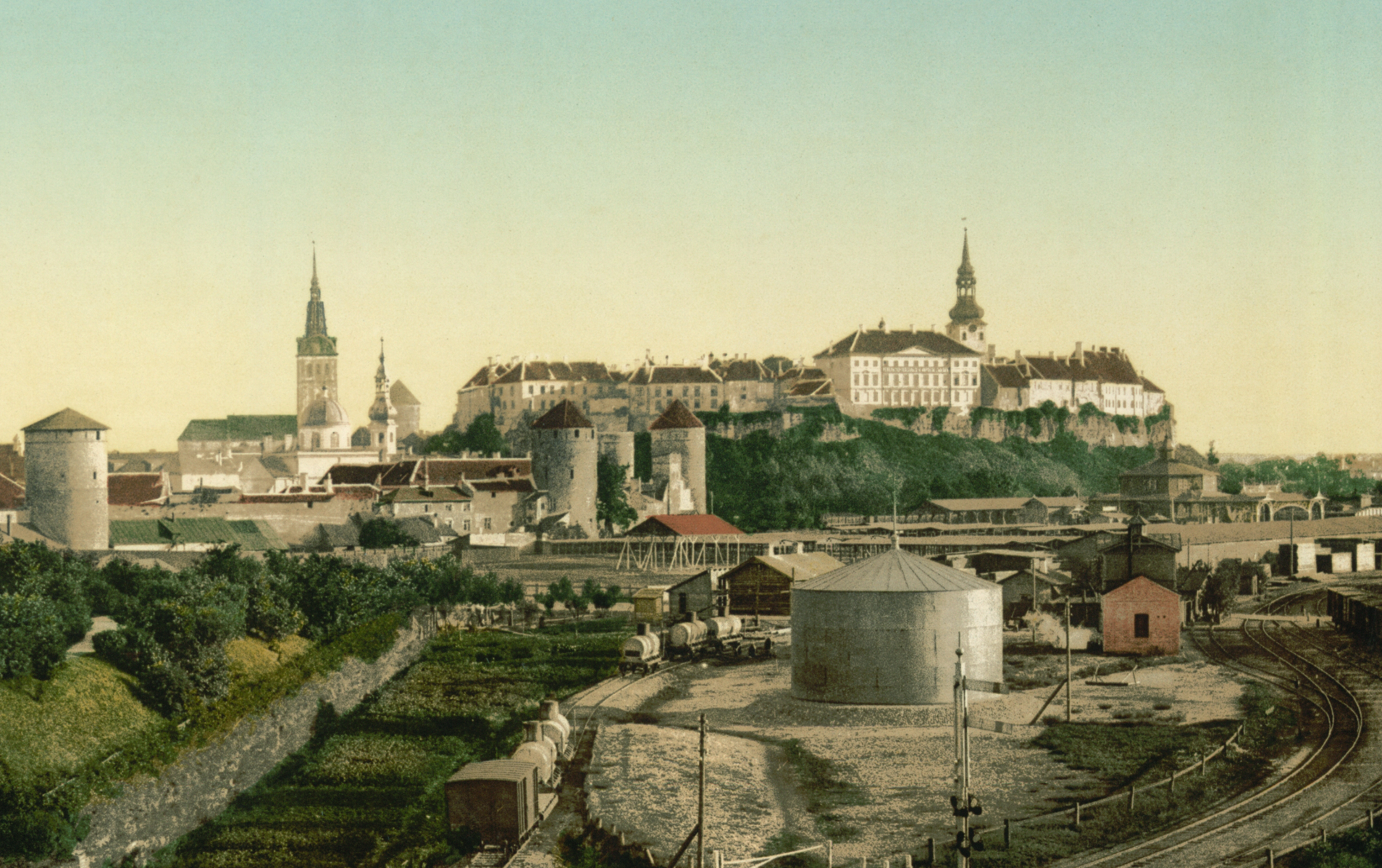
Вид на Тоомпеа з півночі, кінець 19 ст.

Після звершення Північної війни та завоювання Естонії Російською імперією, у першій половині 18-го ст. Тоомпеа та замок були переважно покинуті. Але у другій половині 18-го ст. ситуація змінилась — у 1767–1773 роках східне крило замку було повністю перебудовано у адміністративну будівлю управління Естляндською губернією за наказом імператриці Росії Катерини II, для чого було знесено південно-східну вежу замку (нім. Stür den Kerl) та засипані рови; одночасно зовнішній двір замків був перетворений у площу (ест. Lossi plats, Замкова площа). Будівля нагадувала шляхетний палац, через що замок стали називати і палацом Тоомпеа. Будинок Стенбока, призначений для суду та один з найбільш видатних будівників на північному краї Тоомпеа, також був побудований в цей період (завершений ймовірно до 1792 р.).

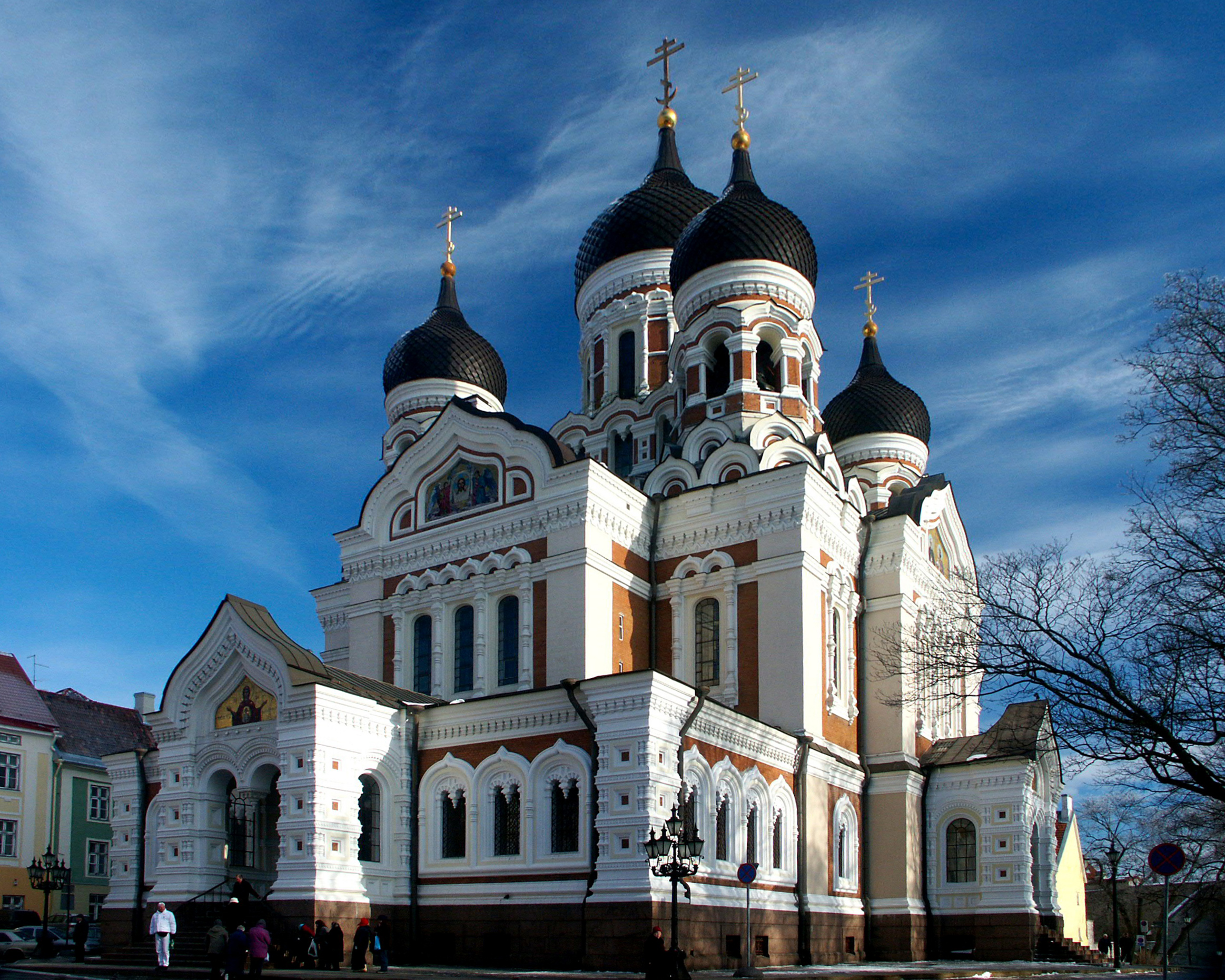
Собор Олександра Невського на Тоомпеа

Таллінн був виключений з переліку укріплених міст Російської імперії 1857 р., що дозволило побудувати три нові шляхи з південної сторони Тоомпеа через колишні захисні споруди: дорогу Фалгі (1856–1857 рр.), яка вела на захід до Палдіського тракту, вулицю Тоомпеа (1860–1861 рр.), яка вела на південь до Тинісмягі та вулицю Команданді, яка вела на схід до брами Хар'ю, де зараз стоїть колона Перемоги у війні за незалежність (на честь тих, хто загинув 1918–1920 рр.).
Загальний вигляд Тоомпеа значно змінився, коли у 1894–1900 рр. там був побудований повністю архітектурно чужий собор Олександра Невського російської православної церкви. Собор на Замковій площі навпроти палацу Тоомпеа був зведений у період русифікації як символ імперської влади та російського панування. Через його дуже видиме розташування та помітний руський стиль собор викликав спротив ще під час будівництва, а наприкінці 1920-х та у 1930-х роках у незалежній тоді Естонській республіці були навіть плани його зруйнувати.
Коли 1903 року були побудовані сходи Паткулі біля північного кінця пагорбу, Тоомпеа отримала новий вхід у напрямку головного залізничного вокзалу Таллінну.

## Тоомпеа сьогодні

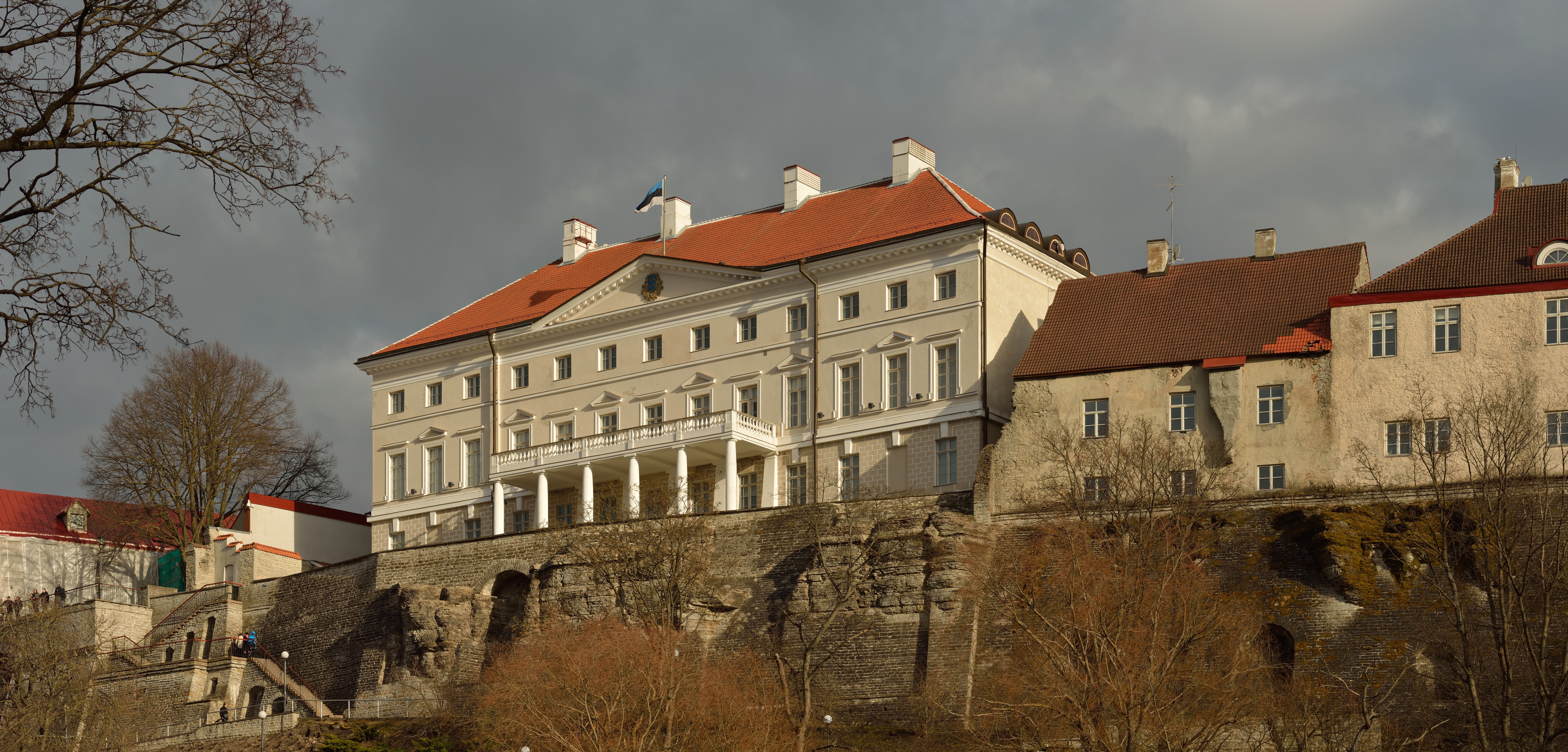
Будинок Стенбока, в якому зараз розміщується уряд Естонії

Сильно перебудований замок Тоомпеа (включає палац губернатора часів Російської імперії, мури та вежі середньовічної фортеці, експресіоністську будівлю парламенту 1922 року та декілька інших будівель) зараз вміщує естонський парламент. Фасад класицистського палацу губернатора домінує Замкову площу, де над ним височить православний собор Олександра Невського. Сьогодні собор є головним храмом Естонської Православної Церкви Московського Патріархату. Для туристів він став певним символом Таллінна завдяки його екзотичному вигляду для цього міста, а от естонці досі ставляться до нього неоднозначно. Лютеранський Домський собор, від якого пішла назва пагорба Тоомпеа, зараз є головним храмом Естонської євангелічно-лютеранської церкви і напевне має найкраще збережений середньовічний вигляд з усіх будівель пагорбу Більшість же будівель на пагорбі походять з 18-19 століть. І хоча Малий замок переважно зберіг свою форму, від Великого замку не залишилось нічого крім фрагментів мурів та веж.
Іншими вартими уваги місцями на Тоомпеа є будівля уряду Естонії (відома як «будинок Стенбока») та будинок естонського лицарства, у якому з початку 1990-х до 2005 року розміщувався Естонський художній музей, а з 2009 року він тимчасово використовується Естонською академією мистецтв. Академія наук Естонії також має штаб-квартиру на Тоомпеа — у палаці Унгерн-Штернбергів (де між Першою та Другою світовими війнами розміщувався культурне самоуправління місцевих німців).
На Тоомпеа також розташовані посольства декількох країн — Фінляндії, Нідерландів, Португалії та офіс посольства Канади.
На пагорбі з різниї сторін облаштовано декілька оглядових платформ, з яких відкриваються чудові краєвиди на Таллінн.